# Buteogallus gundlachii
Buteogallus gundlachii (лат.) — птица из семейства ястребиных. Видовое латинское название дано в честь кубинского натуралиста Хуана Гундлаха (1810—1896). Хотя русскоязычное название рода — канюк, птица относится к близкородственному роду Buteogallus. Эндемик Кубы.
Длина тела — 53 см. Окрас тела тёмно-коричневый. Клюв жёлтый. Подхвостье белое.